# Domenico Pieratti
Domenico Pieratti, nacido el 4 de octubre de 1600 en Roma y fallecido el 22 de mayo de 1656, es un escultor italiano del Barroco , trabajó para la iglesia y los Medici en Florencia y para los Barberini en Roma.

## Datos biográficos
Pasó toda su vida en Florencia, excepto sus últimos años. Trabajó en mármol y piedra, tanto de forma independiente como conjuntamente con su hermano Giovanni Battista (1599-1662), que también produjo sus propias esculturas. Con el tiempo se interesó cada vez más por la arquitectura.
Ambos fueron aprendices del escultor Chiarissimo Fancelli (d 1632) y luego ayudantes de Andrea di Michelangelo Ferrucci (d 1626). Desde el principio, Domenico demostró más alta capacidad técnica y fue uno de los escultores del equipo del arquitecto Giulio Parigi que trabajó en la renovación y embellecimiento de Palazzo Pitti y los Jardines de Boboli en Florencia . Como arquitecto se le atribuye la Ninfea de Neptuno encargada por Lapi Zanobi en Settignano. También produjo obras importantes para los Barberini en Roma.

## Obras
Entre las mejores y más conocidas obras de Domenico Pieratti se incluyen las siguientes:
- Dos estatuas de gladiadores (Gladiatori) (1635 aproximadamente) 
Ubicación:en la Villa Medici de Petraia (situada en la zona montañosa de Castello, en Petraia a 40 km de Florencia).
Se trata de las esculturas oriinales conservadas en una de las dos salas del lado derecho del patio y que forman parte de la colección de esculturas retiradas por razones de conservación, de los parques y jardines de las villas mediceas de Petraia y Castello.
Descripción: de los dos gladiadores, el que no lleva escudo incorpora partes (cabeza, zorzales y la pierna derecha) de una escultura de la antigüedad , copia romana de un diseño original de Lisipo.
Historia:[2] según algunas fuentes en la restauración participó Francesco Lazzarini, otros sólo nombran a Pieratti. Inicialmente los dos gladiadores fueron instalados al principio de la vía de los cipreses de los Jardines Boboli de Florencia.
- Copia de los dos gladiadores en la gruta de los animales. 

Ubicación: se encuentran en su emplazamiento original, custodiando la puerta de la Gruta de los animales en la Villa Médici en Castello, también llamada Villa Real, Villa L'Olmo Villa Il o Vivaio, es una villa de la Toscana que se encuentra en la zona montañosa de Castello en Florencia, muy cerca de la Villa Médici La Petraia. 
Descripción:A cada lado de la entrada de la gruta se abren dos nichos u hornacinas con dos platos y moldes de las esculturas de los gladiadores . 
Los originales se encuentran en la Villa Médici La Petraia.

- Lo Zelo (1635-36) (Imagen)
Ubicación: Grotta di Mosè, en el patio de Ammannati, el patio central del Palacio Pitti en Florencia, entre las dos rampas que conducen a los Jardines de Boboli

- L'Imperio (El Imperio) , (1635-36) (Imagen)
Ubicación: Grotta di Mosè, en el patio de Ammannati, el patio central del Palacio Pitti en Florencia, entre las dos rampas que conducen a los Jardines de Boboli

- Dos Amorcillos
 que adornan la Fontana del carciofo (Fuente de la alcachofa),[3] ingenio de Bartolomeo Ammannati. Integrada por cuatro amorcillos que vierten agua junto a un estanque , en los jardines Boboli. Se le han atribuido la factura de dos de ellos, la otra pareja de amorcillos es de Cosimo Salvestrini[4]
- Dos pilas de agua sagrada (hacia 1640) - Imagen
Ubicación: en la iglesia de Santi Michele e Gaetano de Florencia, en la Plaza Antinori, en la continuación de la Via de' Tornabuoni 
Descripción: dos fuentes de pared esculpidas en 1640, representan dos querubines sonriendo que sujetan sobre su cabeza los tanques para el agua sagrada, todo ello sobre una nube de mármol.

- crucifijo - Imagen
Ubicación:en la pared oeste del Cappellone degli Spagnoli antigua sala capitular del convento de Santa Maria Novella de Florencia. Hoy es parte del Museo de Santa Maria Novella.
Descripción: tiene una hornacina que contiene el altar de mármol y el crucifijo
Historia: obra encargada por los Medici a Peratti y donada al convento en 1731 por Gian Gastone de Médici[5]

- Latona e i figli  
Ubicación:En el salón de entrada al Palacio Barberini de Roma
Descripción:Mármol blanco, Composición de forma triangular formada por tres figuras. Latona sentada gira la cabeza mirando a lo alto, mientras sus hijos se abrazan a ella. El más pequeño en pie a su izquierda y el mayor acuclillado y pegado a sus faldas en su derecha.

- El joven San Juan Bautista 
Descripción: Mármol blanco finamente tallado que reproduce la figura de un joven cubierto por unas telas y sentado sobre un tronco con hojas junto a un cordero.(dimensiones 27.95" x 14.57" x 15.35")Obra puesta a la venta durante el siglo XX.[6] Adquirida por el Metropolitan Museum de Nueva York en 1985, había permanecido en el Palacio del Bargello de Florencia desde el siglo XVII.[7]
- Hércules y Ónfale[8]
Ubicación:Palazzo Galli Tassi, Florencia

## Galería de esculturas de Doménico Pieratti

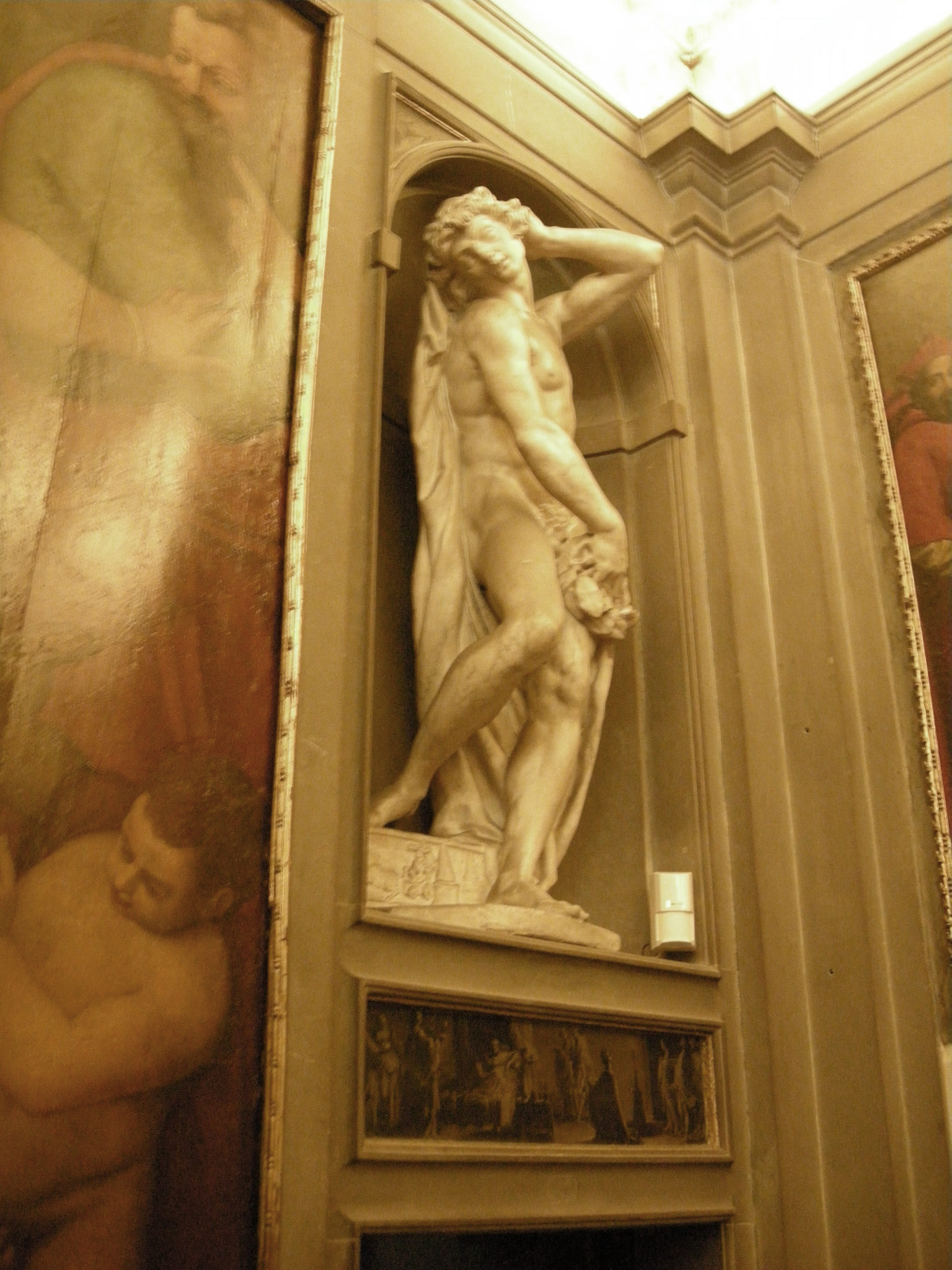
personificación de la vida activa , Galería de la Casa Buonarotti
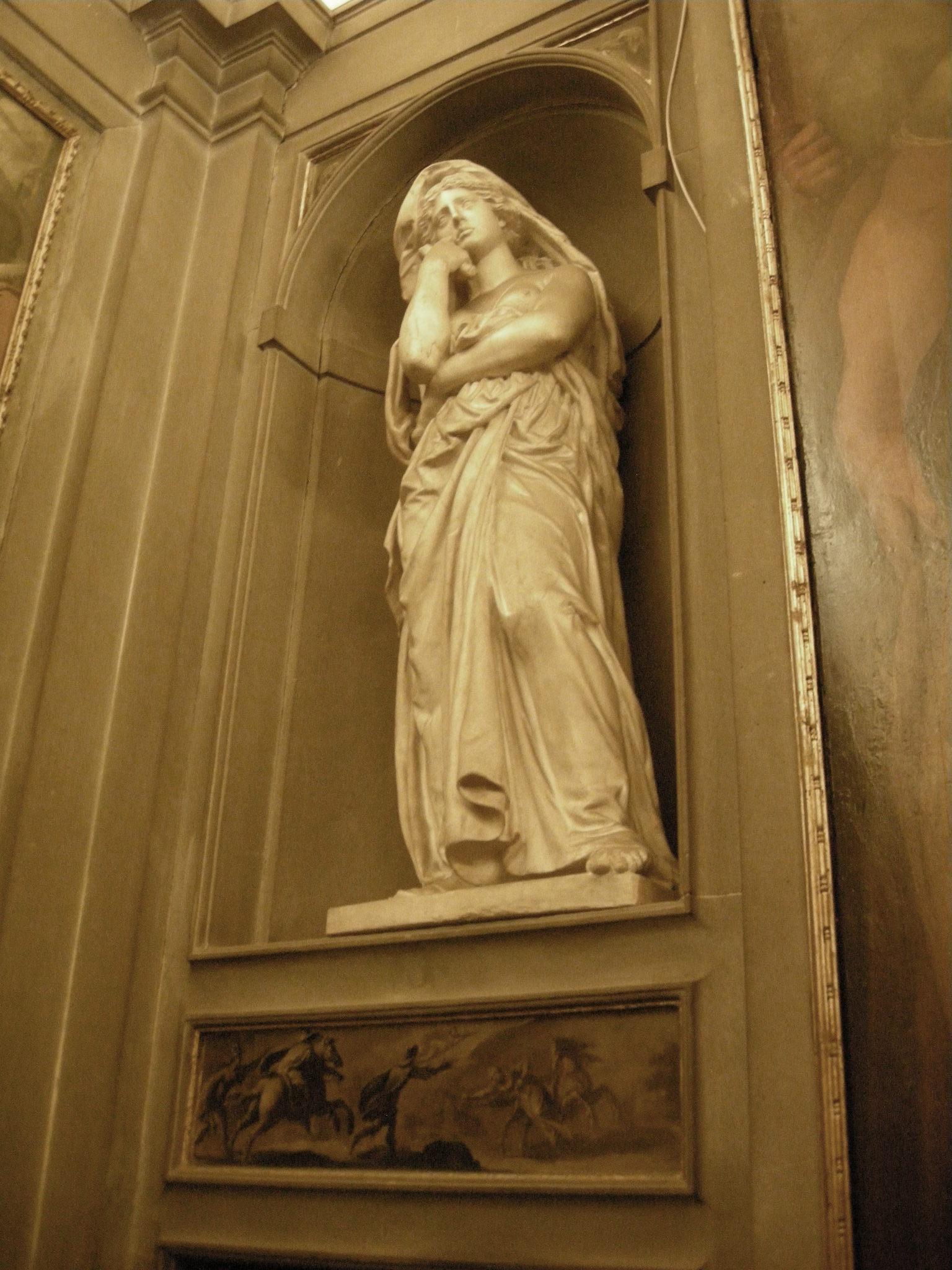
personificación de la vida contemplativa, Galería de la Casa Buonarotti
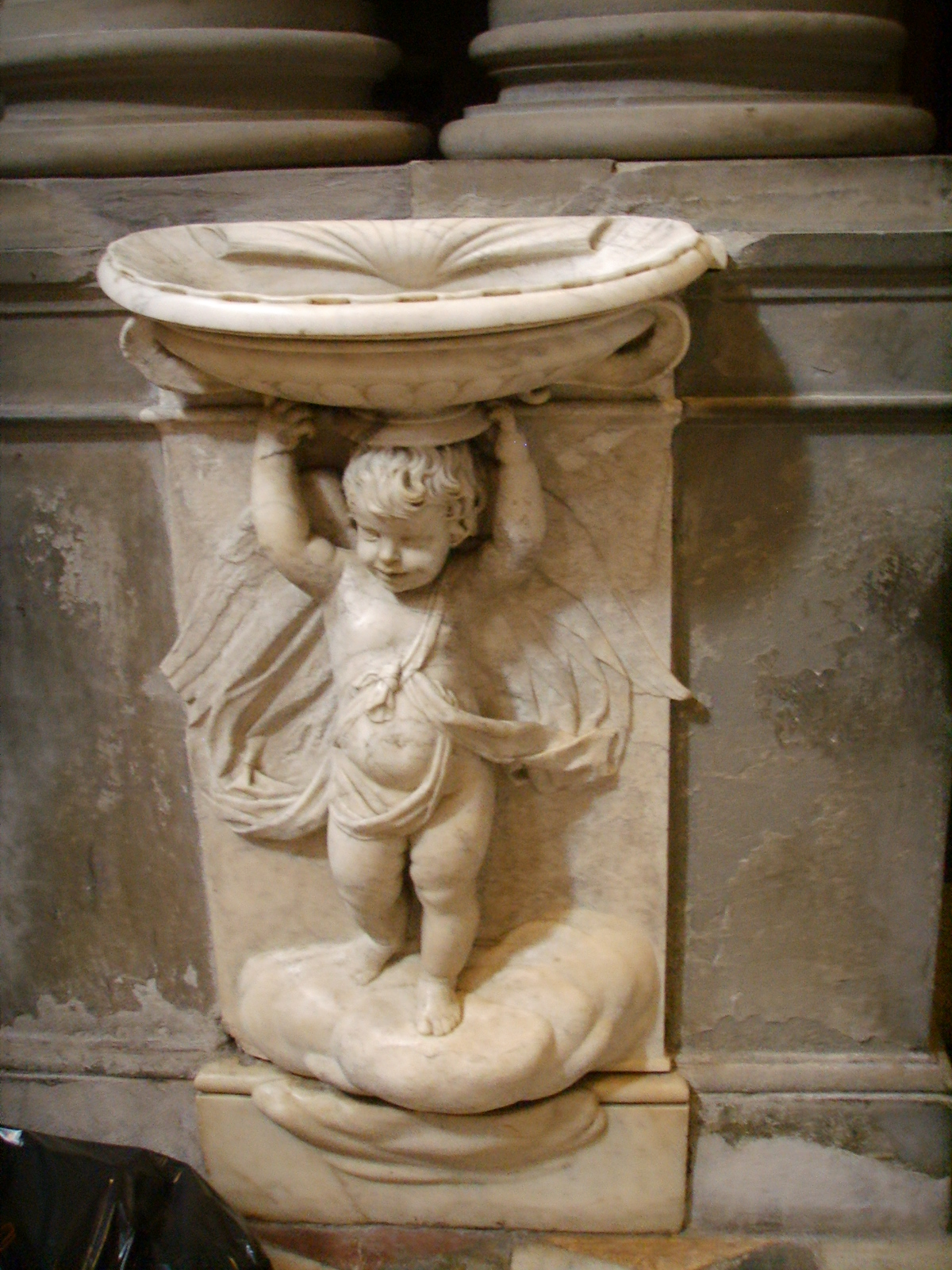
Pila de agua sagrada en la iglesia de Santi Michele e Gaetano de Domenico Pieratti (hacia 1640)
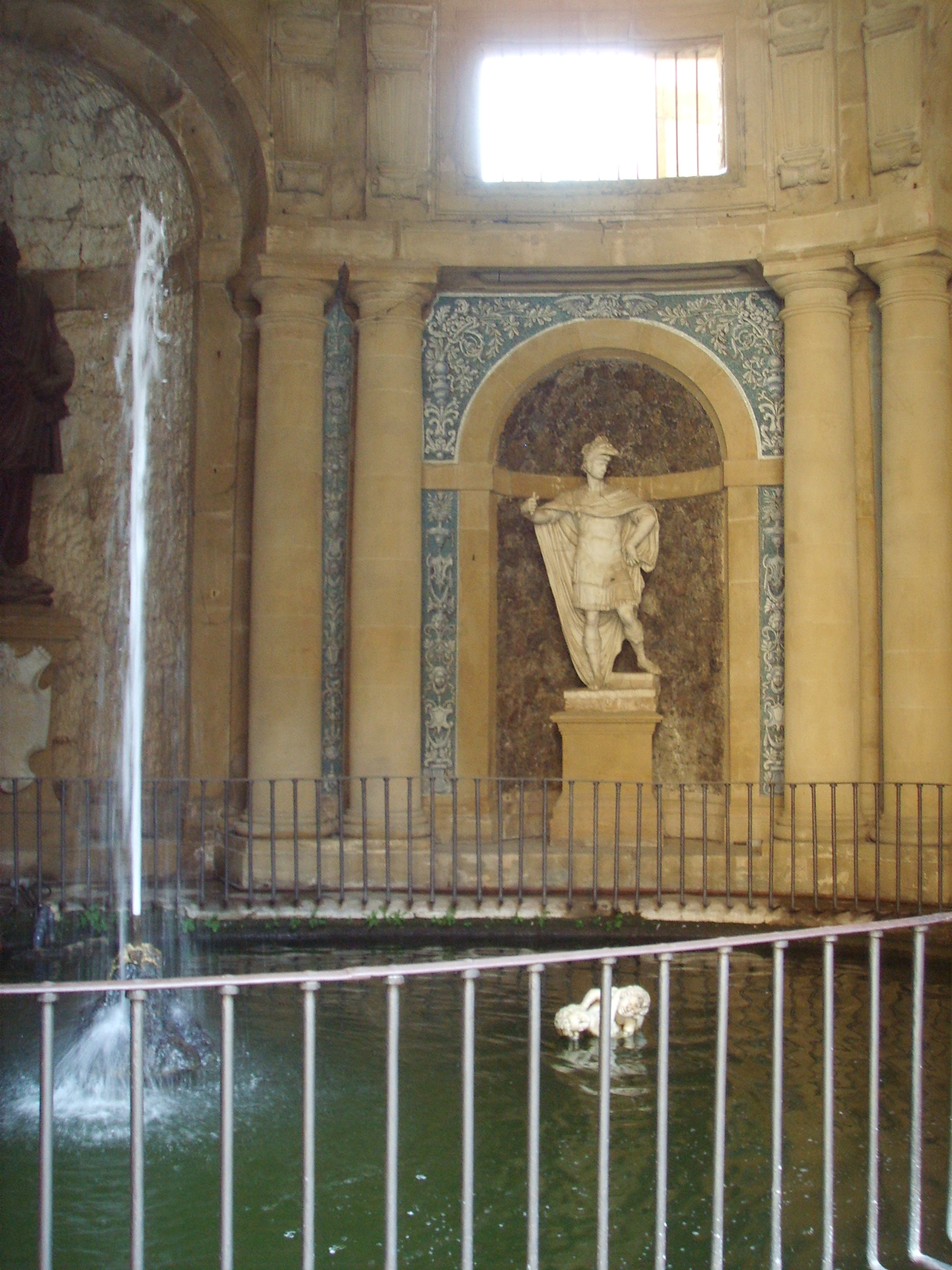
El Imperio, escultura en la Gruta de Moisés del Palacio Pitti
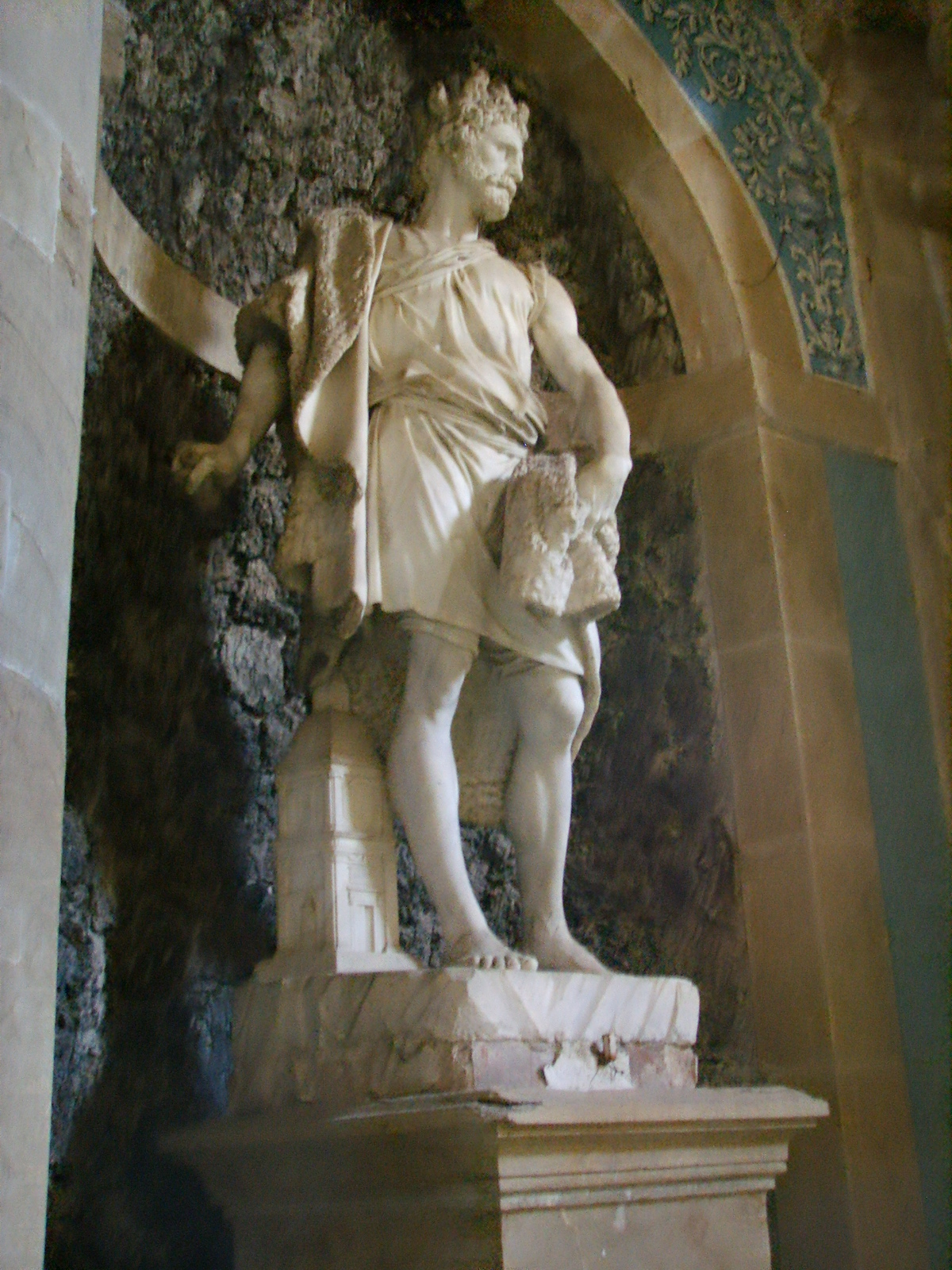
Lo Zelo , en la Gruta de Moisés
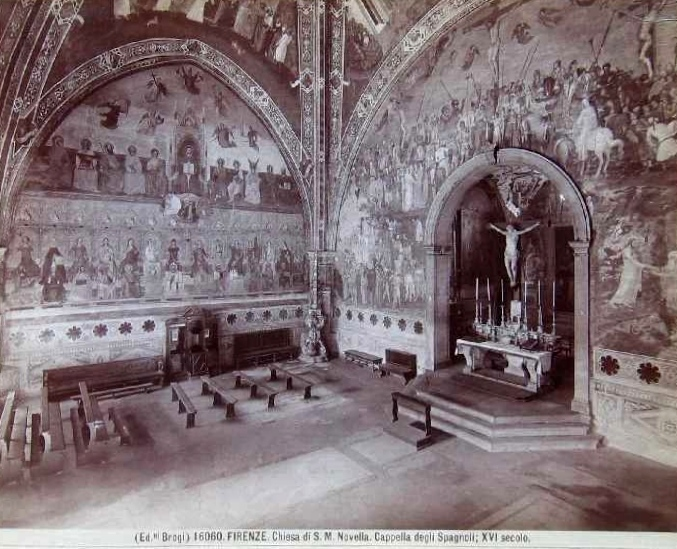
Cappellone degli Spagnoli o Capilla de los españoles en el convento de Santa María Novella, el Cristo crucificado es obra de Pieratti.